# Eduard Schmitz (Landrat)
Karl Christian Eduard Schmitz (* 10. Mai 1838 auf Schloss Malberg; † 26. Februar 1895 ebenda) war ein deutscher Verwaltungsjurist.

## Leben
Schmitz war ein Sohn des Oberförsters und Gutsbesitzers Franz Gerhard Schmitz und seiner Frau Ernestine geb. Freiin von Veyder-Malberg. Er besuchte das Königliche Gymnasium zu Trier in Trier, wo er 1858 die Reifeprüfung bestand. Nach dem Abitur immatrikulierte er sich an der Königlichen Universität zu Greifswald für Rechtswissenschaft. 1858/59 diente er als Einjährig-Freiwilliger im 2. Jäger-Bataillon in Greifswald. 1859 wurde er im Corps Guestfalia Greifswald recipiert. Er wechselte an die Rheinische Friedrich-Wilhelms-Universität Bonn und die Ruprecht-Karls-Universität Heidelberg. 1860 schloss er sich dem Corps Saxonia Bonn und dem Corps Guestphalia Heidelberg an. 1862 wurde er Auskultator beim Landgericht in Trier, 1865 Regierungsreferendar in Trier, 1869 Regierungsassessor bei der Regierung in Arnsberg, 1873 in Merseburg, 1875 in Köslin. Am 28. Oktober 1876 wurde er zum kommissarischen Landrat des Kreises Wiedenbrück bestellt und am 20. Juni 1877 definitiv ernannt. Am 20. Mai 1881 wurde er kommissarischer Landrat im Kreis Gladbach und dort am 4. Januar 1882 definitiv ernannt.